# SEAT Open 1999
SEAT Open 1999 — жіночий тенісний турнір, що проходив на закритих кортах з килимовим покриттям у Люксембургу (Люксембург). Належав до турнірів 3-ї категорії в рамках Туру WTA 1999. Турнір відбувся вдев'яте і тривав з 20 до 27 вересня 1999 року. Кваліфаєр Кім Клейстерс здобула титул в одиночному розряді й отримала 27 тис. доларів США.

## Учасниці

### Сіяні учасниці
| Країна     | Гравчиня            | Рейтинг | Сіяна |
| ---------- | ------------------- | ------- | ----- |
| США        | Серена Вільямс      | 4       | 1     |
| Бельгія    | Домінік Ван Рост    | 13      | 2     |
| Чехія      | Яна Новотна         | 18      | 3     |
| Румунія    | Іріна Спирля        | 19      | 4     |
| Німеччина  | Анке Губер          | 20      | 5     |
| Італія     | Сільвія Фаріна-Елія | 26      | 6     |
| Австрія    | Сільвія Плішке      | 29      | 7     |
| Люксембург | Анна Кремер         | 32      | 8     |

### Інші учасниці
Нижче наведено учасниць, які отримали вайлдкард на участь в основній сітці:
- Жустін Енен
- Міріам Ореманс
- Ліна Красноруцька

Нижче наведено учасниць, що отримали вайлдкард на участь в основній сітці в парному розряді:
- Клодін Шоль /  Фаб'єнн Тілл

Нижче наведено учасниць, що пробились в основну сітку через стадію кваліфікації в одиночному розряді:
- Кім Клейстерс
- Єлена Костанич
- Магдалена Малеєва
- Тіна Писник

Такі тенісистки потрапили в основну сітку як Щасливі лузери:
- Елс Калленс

## Фінальна частина

### Одиночний розряд
Кім Клейстерс —  Домінік Ван Рост, 6–2, 6–2
- Для Клейстерс це був 1-й титул в одиночному розряді за кар'єру.

### Парний розряд
Іріна Спирля /  Кароліна Віс —  Тіна Кріжан /  Катарина Среботнік, 6–1, 6–2